# Flughafen Toronto/Downsview

i7
i11
i13
Der Toronto/Downsview Airport oder Downsview Airport ist ein privat betriebener Flugplatz der Firma Bombardier Aerospace im Nordwesten von Toronto. Der Flugplatz wird von Bombardier seit 1994 fast ausschließlich als Basis zu Testflügen benutzt. Der Downsview Airport wurde 1939 eröffnet. Im Jahr 1947 erwarb das kanadische Verteidigungsministerium das Recht, den Flugplatz zu erweitern und errichtete in seiner Nähe einen Militärflugplatz der Royal Canadian Air Force. Im Jahr 1996 wurde der Militärflugplatz stillgelegt. Seit 1998 wird der Downsview Airport von Bombardier verwaltet. Der Flugplatz wird manchmal auch für spezielle Anlässe benutzt wie beispielsweise für die beiden Kanadareisen des Papstes Johannes Paul II. 1984 und 2002, der am Downsview Airport ankam. Der Hauptzweck ist jedoch, Firmen ein Testgelände zur Erprobung ihrer Flugzeuge zu bieten. Flugzeugbauer wie de Havilland Canada und Avro Canada testeten hier u. a. die Flugzeuge de Havilland Canada DHC-2, de Havilland Canada DHC-5, de Havilland Canada DHC-6, De Havilland DHC-8 oder Avro Canada CF-105.
Nördlich der Landebahn befindet sich das Canadian Air and Space Museum (ehemals Toronto Aerospace Museum), welches nicht mit dem Canada Aviation and Space Museum in Ottawa verwechselt werden darf.